# Lycée Français de Vienne
A Lycée français de Vienne (LFV), azaz a Bécsi Francia Gimnázium egy 1946-ban a francia állam által alapított és fenntartott francia tannyelvű iskola Bécsben. Az államilag elismert magániskolaként működő intézmény Bécs és Ausztria egyik legjobb hírnévnek örvendő, úgymond elitiskolája. Internátusát a szintén hosszú tradíciókkal rendelkező Theresianummal együtt üzemelteti. Az LFV egyike annak a 494 iskolának, amelyeket a francia állam által fenntartott Agence pour l'enseignement français à l'étranger (AEFE) iskolahálózata köt össze.

## Története

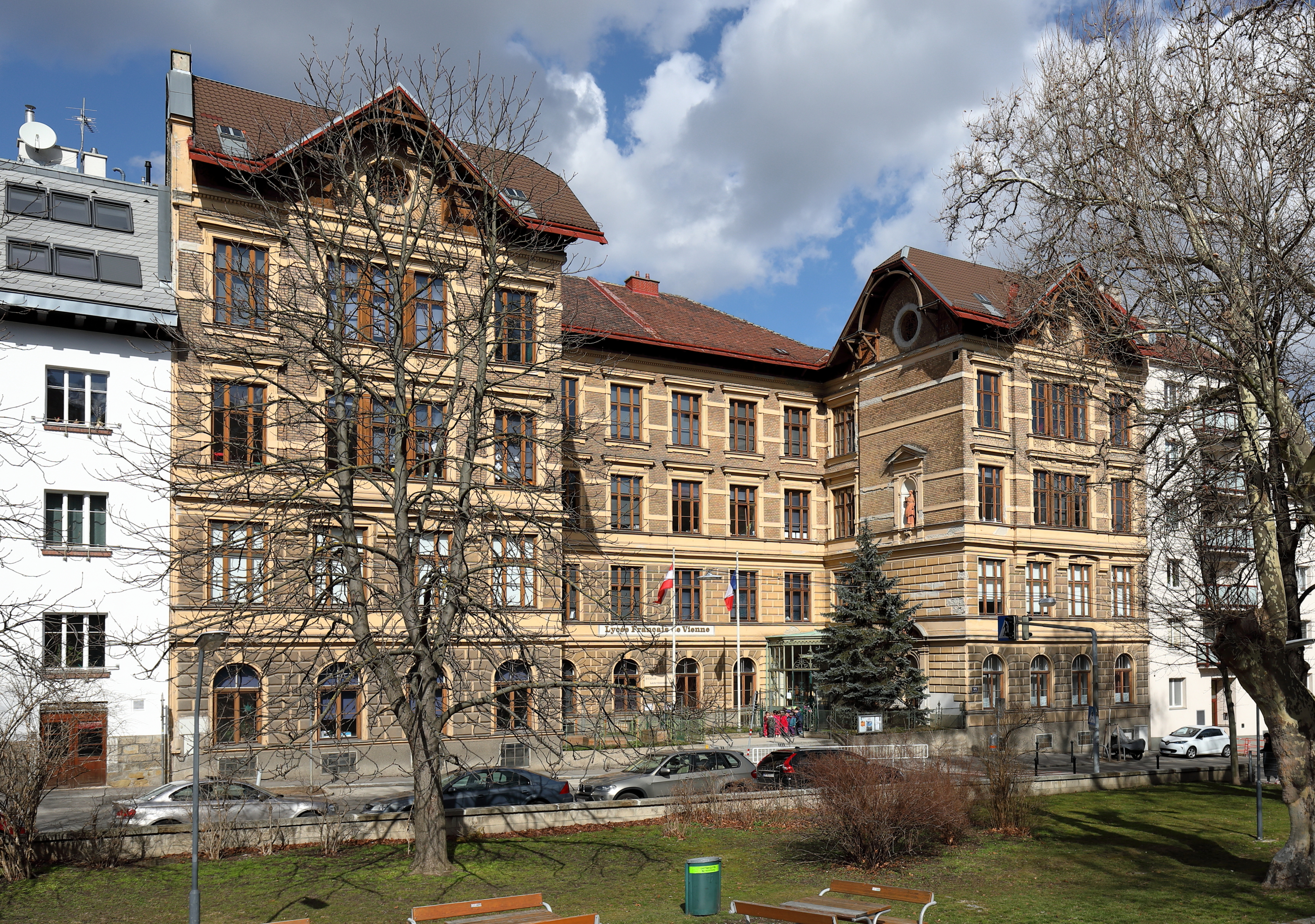
Ecole Maternelle Grinzingben

Az iskola 1946. november 11-én nyílt meg 77 diákkal. A kezdeti  ideiglenes helyiségekből 1954-ben költözött át a Karl Kupsky (1906-1984) által tervezett modernista iskolaépületbe, amely Bécs IX. kerületében (Alsergrund) a klasszicista Clam-Gallas palota angolparkjában, a Liechtensteinstrasse és Währinger Strasse között helyezkedik el. A kezdetek óta vegyes iskola nyitva áll francia és nem francia diákok számára is, az tannyelv a francia. Az iskolához tartozik a "Studio Molière" színház, valamint az egykori "Fliegerkino" mozi helyisége is.
Az LFV 1950-ben 500, 1953-ban már 1350 diákot számlált, akinek ekkorra már csak 20%-a volt francia származású. Mivel a a második világháború után a bécsi zsidóság számos oktatási intézményét volt kényszerű bezárni, számos zsidó származású diák, többek között Ben Segenreich, Ariel Muzicant és Ronald Barazon végezte itt a középiskolai tanulmányait.
A 2005/2006-os tanévben 1821 diák járt a Lycée -be, ebből 362-en óvodába, 604-en általános iskolába, 855-en pedig a gimnázium alsó és felső tagozatába. Ma az óvoda és néhány általános iskolai osztály működik a Bécs XIX. kerületében (Grinzingben) található épületben, a többi osztály az eredeti IX. kerületi épületben üzemel.

## Szerkezeti felépítés

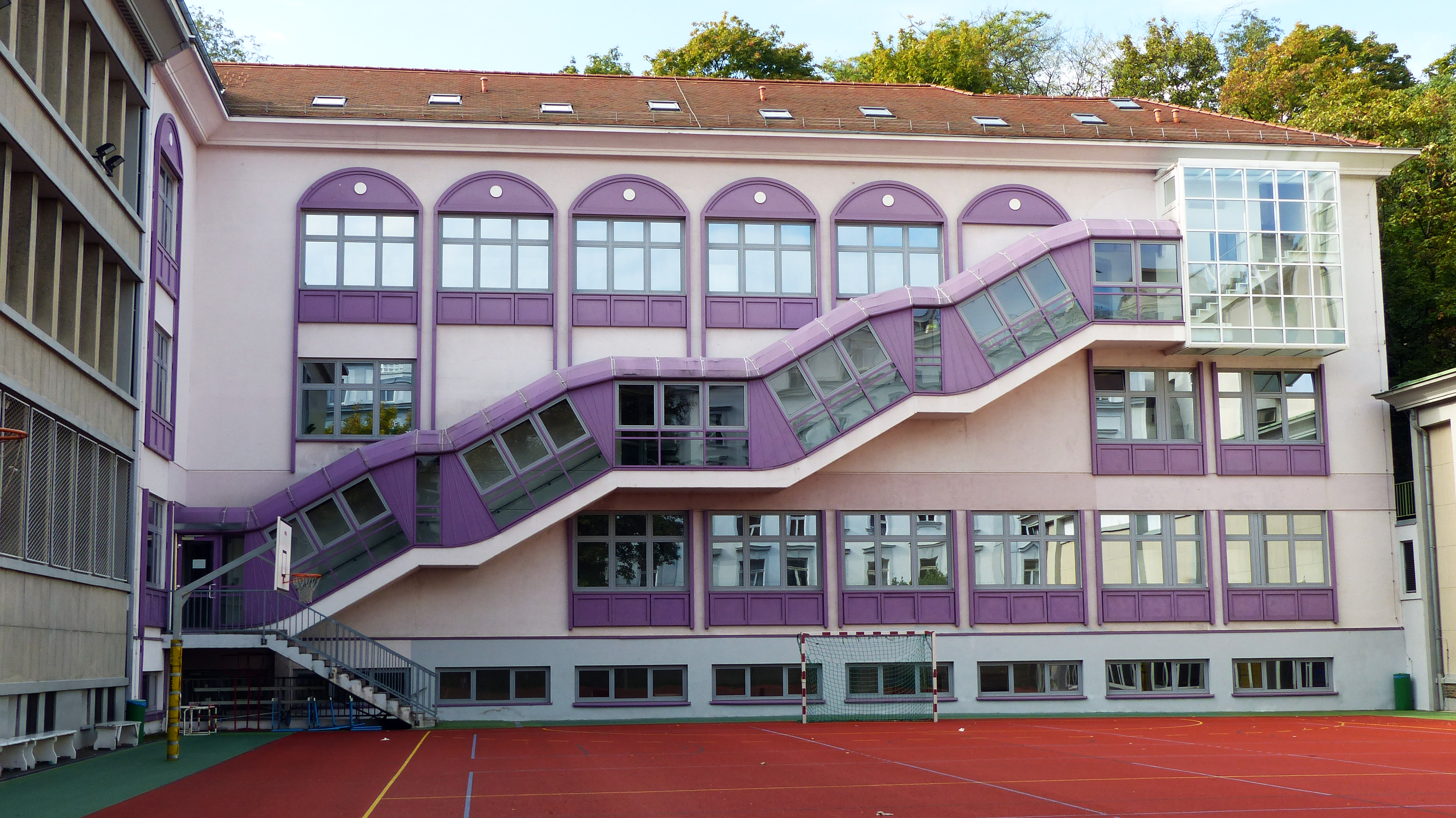
École Élémentaire – az általános iskola

A Lycée français de Vienne a francia iskolarendszer szerkezetét követi:
| francia és német név           | magyar név               | életkor/ osztályok                                    | helyszín                   |
| ------------------------------ | ------------------------ | ----------------------------------------------------- | -------------------------- |
| école maternelle(Kindergarten) | iskolaelőkészítő /óvoda  | 2-5 évesek petite, moyenne, grande sections           | Grinzing (XIX. kerületben) |
| école élémentaire(Volksschule) | általános iskola         | 6-10 évesek                                           | Alsergrund(IX. kerület)    |
| collège (Mittelschule)         | középiskola első 4 éve   | 11-14 évesek 6ème, 5ème, 4ème és 3ème                 | Alsergrund(IX. kerület)    |
| lycée(Gymnasium)               | középiskola utolsó 3 éve | 15-17 évesek Seconde, Première és Terminale osztályok | Alsergrund(IX. kerület)    |

Franciaországhoz hasonlóan az iskola egész napos iskolaként működik francia tanítási nyelven. Az osztrák diákok számára az óvodától az érettségiig kötelező a pótlólagos német nyelvtanulás, a nem osztrákoknak pedig óvodától kezdve a németet kínálják első élő idegen nyelvként. A németen és az angolon túl további idegen nyelvekként a spanyol, az arab és a latin nyelvek választhatóak. Angolul beszélő diákok számára is vannak speciális órák, amelyek lehetővé teszik számukra, hogy angol nyelvű egyetemen folytathassák tanulmányaikat. Az iskola elvégzésével francia (baccalauréat) és osztrák (Matura) érettségi vizsga letételével zárul. 

## Ismert diákok
- Timna Brauer (* 1961), énekesnő
- Arabella Kiesbauer (* 1969), műsorvezetőnő
- Mijou Kovacs (* 1957), színésznő
- Claudia Messner (* 1962), színésznő
- Ariel Muzicant (* 1952), a Bécsi Izraelita Hitközség elnöke
- Michael Rendi (* 1964), SPÖ-politikus
- Eleni Schindler-Kaudelka (* 1949), régész
- Marjane Satrapi (* 1969), írónő
- Ben Segenreich (* 1952), újságíró és fizikus
- Zoë Straub (* 1996), énekesnő
- Mirjam Unger (* 1970), filmrendező
- Toto Wolff (* 1972), autóversenyző

## Fordítás
Ez a szócikk részben vagy egészben  a   Lycée Français de Vienne című német Wikipédia-szócikk ezen változatának fordításán alapul.  Az eredeti cikk szerkesztőit annak laptörténete sorolja fel. Ez a jelzés csupán a megfogalmazás eredetét és a szerzői jogokat jelzi, nem szolgál a cikkben szereplő információk forrásmegjelöléseként.